# Alexander Jewgenjewitsch Smirnow
Alexander Jewgenjewitsch Smirnow (russisch Александр Евгеньевич Смирнов; * 17. August 1964 in Woskressensk, Russische SFSR) ist ein ehemaliger russischer Eishockeyspieler und jetziger -trainer.

## Karriere
Alexander Smirnow begann seine Karriere als Eishockeyspieler in seiner Heimatstadt bei Chimik Woskressensk, für das er von 1982 bis 1992 in der Wysschaja Liga, der höchsten sowjetischen Spielklasse, aktiv war. Anschließend lief der Verteidiger drei Jahre lang für TPS Turku in der finnischen SM-liiga auf. Mit der Mannschaft gewann er in den Spielzeiten 1992/93 und 1994/95 jeweils den finnischen Meistertitel. Mit TPS gewann er 1993 zudem den Eishockey-Europapokal. Die Saison 1995/96 verbrachte er beim Kapfenberger SV in der Österreichischen Bundesliga. Von 1996 bis 2001 stand er im Aufgebot der Storhamar Dragons in der höchsten norwegischen Spielklasse. Mit der Mannschaft gewann er in den Spielzeiten 1996/97 und 1999/2000 jeweils den nationalen Meistertitel. Von 2000 bis 2004 lief er noch einmal für seinen Heimatverein Chimik Woskressensk in der Wysschaja Liga, der zweiten russischen Spielklasse, auf, ehe er zu den Storhamar Dragons zurückkehrte. Mit den Dragons gewann er in der Saison 2003/04 noch einmal den norwegischen Meistertitel. Zwei Jahre später beendete er bei den Norwegern seine aktive Karriere im Alter von 42 Jahren. 
Zur Saison 2007/08 übernahm Smirnow das Amt als Cheftrainer bei den Storhamar Dragons, mit denen er auf Anhieb norwegischer Meister wurde. Nach einem weiteren Jahr bei den Dragons, kehrte er zur Saison 2009/10 in seine russische Heimat zurück, in der er einen Vertrag als Assistenztrainer bei Sewerstal Tscherepowez aus der Kontinentalen Hockey-Liga erhielt. In der folgenden Spielzeit war er als Cheftrainer für Sewerstal tätig. Die Saison 2011/12 begann der ehemalige Nationalspieler als Cheftrainer beim KHL-Teilnehmer Neftechimik Nischnekamsk, trat dort jedoch im November 2011 zurück. Einen Monat später wurde er Assistenztrainer bei Sewerstal Tscherepowez. In der Saison 2012/13 war Smirnow zunächst als Assistent des Schweden Janne Karlsson bei Atlant Moskowskaja Oblast tätig, den er nach dessen Entlassung am 20. Oktober 2012 als Cheftrainer ersetzte. Nach der Verpflichtung von Sergei Swetlow im November des gleichen Jahres rückte Smirnow wieder ins zweite Glied und war bis zum Ende der Saison 2013/14 Assistenztrainer bei Atlant.
Zur Saison 2014/15 wurde er erneut von den Storhamar Dragons als Cheftrainer verpflichtet und arbeitete dort bis 2016 in dieser Position. Zwischen 2016 und 2019 war Smirnow Assistenztrainer bei Ak Bars Kasan. Seit der Saison 2021/22 steht er als Cheftrainer des norwegischen Erstligisten Lillehammer IK hinter der Bande.

### International
Für Russland nahm Smirnow an den Weltmeisterschaften 1993, 1994, 1995 und 1996 teil. Zudem stand er im Aufgebot seines Landes bei den Olympischen Winterspielen 1994 in Lillehammer. Bei der WM 1993 gewann er mit seiner Mannschaft die Goldmedaille.

## Erfolge und Auszeichnungen
- 1993 Finnischer Meister mit TPS Turku
- 1993 Europapokal-Gewinn mit TPS Turku
- 1994 Matti-Keinonen-Trophäe
- 1995 Finnischer Meister mit TPS Turku
- 1997 Norwegischer Meister mit den Storhamar Dragons
- 2000 Norwegischer Meister mit den Storhamar Dragons
- 2004 Norwegischer Meister mit den Storhamar Dragons
- 2008 Norwegischer Meister mit den Storhamar Dragons (als Cheftrainer)

### International
- 1984 Goldmedaille bei der Junioren-Weltmeisterschaft
- 1993 Goldmedaille bei der Weltmeisterschaft